# Уоллинг, Уильям Инглиш
Уильям Инглиш Уоллинг (англ. William English Walling; 1877, Луисвилл, штат Кентукки — 1936) (друзья и члены семьи называли его Инглиш) — американский реформатор рабочего движения и социалистический республиканец. Выходец из богатой семьи. Основал Национальную женскую профсоюзную лигу (1903). Воодушевленный собственным расследованием Спрингфилдского расового бунта 1908 года в столице штата Иллинойс, стал в 1909 году одним из учредителей Национальной ассоциации содействия прогрессу цветного населения (NAACP).
В начале XX века он написал три книги о социализме. Некоторое время Уоллинг был членом Социалистической партии Америки.

## Ранний период жизни. Образование
Уильям Инглиш Уоллинг родился в Луисвилле, штат Кентукки, в богатой семье врача Уиллоуби Уоллинга, унаследовавшего много недвижимости, и Розалинд (Инглиш) Уоллинг. У него был старший брат, Уиллоуби Джордж Уоллинг. Его отец происходил из династии плантаторов, владевших рабами до гражданской войны в США . Дедом мальчика по материнской линии был Уильям Хейден Инглиш, успешный бизнесмен из Индианы и кандидат-демократ на пост вице-президента в 1880 году.
Уоллинг получил среднее образование в частной школе в Луисвилле, после чего продолжил обучение в Чикагском университете и Гарвардской школе права. После смерти деда Уоллинг, будучи студентом, вступил в наследство.
Со временем Уоллинг стал социалистом. После переезда в Нью-Йорк в 1900 году он стал активным участником общественных движений и политической деятельности в штате.

## Карьера
Уоллинг стал политическим активистом и начал участвовать в рабочем движении, сначала работая в приюте Халл-Хаус в Чикаго. Он взял на себя обязательство жить только на зарплату. Переехав в Нью-Йорк (1900), он работал заводским инспектором. В 1903 году он основал Национальную женскую профсоюзную лигу .
В 1906 году он отправился в Россию, чтобы изучать на месте опыт неудавшейся русской революции 1905 года, страну и рабочее движение. Пробыв там два года, взял интервью у многих известных революционеров и литературных деятелей, в том числе В. И. Ленина и М. Горького. Под впечатлением увиденного и услышанного в России написал книгу Russia’s Message: The True Import of the Revolution (1908), в которой назвал первую революцию «первым актом» грядущей социальной революции.
Уолинг женился на Анне Струнской, еврейской иммигрантке и начинающей писательнице из Сан-Франциско . (В детстве она жила со своей семьей на Нижнем Ист-Сайде перед тем, как они переехали в Калифорнию.) У пары было четверо детей: Розамонд, Анна, Джорджия и Хейден.
В 1908 году Уоллинг опубликовал «Послание России» (англ. Russia’s Message). Эта книга была вдохновлена социальными волнениями, свидетелями которых он с женой стали в России. Он вступил в Социалистическую партию Америки (1910-17), но вышел из неё, будучи не согласен с её антивоенной позицией. Уоллинг был убежден в необходимости участия Соединенных Штатов в Великой войне для победы над Центральными державами ..
В 1908 году Уоллинг и его супруга Анна отправились в Спрингфилд, штат Иллинойс, с целью расследовать расовые беспорядки, произошедшие 14 августа. Белые напали на чернокожих — этот конфликт был вызван конкуренцией за низкооплачиваемые рабочие места и стремительными социальными изменениями в развивающемся городе. Уоллинг написал статью «Расовая война на севере» (англ. The Race War in the North) для газеты «The Independent» от 3 сентября: «Дух аболиционистов Линкольна и Лавджоя должен возродиться, амы должны прийти к тому, чтобы относиться к негру в плоскости абсолютного политического и капиталистического равенства, иначе Вардаман и Тиллман вскоре перенесут расовую войну на Север». Уоллинг призвал к тому, чтобы «большая и влиятельная группа граждан пришла им на помощь».
В этот период представители многих рас выступали за создание новой организации, которая боролась бы за гражданские права. Уоллинг окозался среди основателей Национальной ассоциации содействия прогрессу цветного населения (NAACP) наряду с такими деятелями, как У. Э. Б. Дюбуа. Некоторые из первых встреч организации проходили в нью-йоркской квартире Уоллинга, а сам он в 1910—1911 был председателем Исполнительного комитета.
Разногласия по поводу необходимости вступлению США в Первую мировую войну привели и к его разрыву с Анной Струнской.
После Февральской революции 1917 отказался от предложения президента США В. Вильсона поехать в Россию в составе миссии Э. Рута. После Октябрьского переворота занял крайне враждебную позицию по отношению к большевикам и «советскому макиавеллизму», что отражено в его совместной с Сэмюелом Гомперсом книге Out of Their Own Mouths: A Revelation and an Indictment of Sovietism (1921).
После смерти Фридриха Германа Шлютера (1919) приобрёл его библиотеку и передал европейскую часть, которая включала не менее 600 наименований, университетской библиотеке в Мэдисоне, а американскую часть — Государственному историческому обществу Висконсина.
Позднее Уоллинг работал в Американской федерации труда.